# Eddie Slovik
Edward Donald Slovik (Detroit, 1920. február 18. – Sainte-Marie-aux-Mines, 1945. január 31.) az egyetlen amerikai katona, akit a második világháborúban dezertálásért kivégeztek.

## Bevonulás előtt
Slovik lengyel gyökerű amerikai családban született. Problémás gyerekkora volt, 15 évesen kimaradt az iskolából. Többször meggyűlt a baja a törvénnyel, elsősorban vagyon elleni bűncselekmények miatt. Kétszer ítélték börtönbüntetésre, amelyet egy michigani fegyintézetben töltött le. 1942 áprilisban  feltételesen szabadlábra helyezték, ekkor találkozott Antoinette Wisniewskivel, akit november 7-én feleségül vett. A Chryslernél dolgozott, szállítással foglalkozott.
A priusza miatt 4-F besorolásba került, ami azt jelentette, hogy megbízhatatlannak tartották a katonai szolgálatra. 1943. október 22-én viszont véglegesen felmentették, így  átminősítették 1-F-re, vagyis harci szolgálatra alkalmasnak.

## Dezertálás
1944. január 3-án bevonult. A texasi Camp Woltersben kapott lövészkiképzést. „Olyan itt, mint börtönben lenni. Csak a börtön nem ilyen rossz” – írta feleségének egy levélben. Hozzátette, hogy nem próbál megtanulni semmit sem, mert a túl okosakat és a túl jókat a tengerentúlra fogják küldeni. Július 25-én behajózták Nagy-Britannia felé. Az Egyesült Királyságból Franciaországba küldték. A hajón azt mondta az egyik bajtársának, hogy nem szándékozik elsütni majd a fegyverét Európában.
Augusztus 25-én 14 másik újonccal a 28. hadosztály 109. ezredének G századához helyezték, amely Elbeuf közelében állomásozott. Amikor 23 óra körül megérkeztek a városba, a német tüzérség a települést lőtte. A katonák azt a parancsot kapták, hogy a városon kívül ássák be magukat. Amikor vége lett az ágyúzásnak, utasítást kaptak, hogy csatlakozzanak a századukhoz. Az ijedt, remegő Slovik a rókalyukban maradt, amit senki nem vett észre az éjszakai zűrzavarban.
A 109-esek helyét kanadai katonai rendészek vették át. Slovik és egy másik, akaratán kívül hátramaradt katona, John P. Tankey közlegény összebarátkozott velük. A következő hat hétben a kanadaiakkal maradtak, főztek, teherautót vezettek, német foglyokra vigyáztak. Október elején új parancsnok érkezett, aki meglepetten vette észre a két amerikai katonát. Felvette a kapcsolatot a 109-esekkel, és a két amerikai október 8-án már a G századnál volt a belgiumi Rocherath-ban. Nem emeltek vádat ellenük, mert az újoncok ilyen jellegű eltévedése, elmaradása az egységüktől gyakori volt. Tankey november 5-éig harcolt, amikor megsebesült.
Slovik érkezésük után megkérdezte a századparancsnokot, Ralph O. Grotte századost, hogy nem állítaná-e hadbíróság elé, amiért augusztus 25-én a fedezékeben maradt, miközben bajtársai továbbhaladtak. Később azt kérdezte tőle, hogy ha ismét elmarad az alakulatától, az dezertálásnak számít-e. Grotte igennel felelt. Mivel Slovik szándéka nyilvánvaló volt, a százados megkérte Tankey-t, hogy beszélje le a dezertálásról a társát, mert az súlyos bajba keveri magát. Tankey beszélt is Slovikkal, aki azonban azt mondta, tudja, mit tesz, és elhagyta a csapatát.
Október 9-én reggel Slovik feladta magát a rocherath-i katonai rendészeknél. Egy papírfecnit adott át William O. Schmidt közlegénynek, aki szakácsként szolgált, amelyen írásos vallomása volt. Ebben elismerte, hogy szándékosan nem ment a bajtársaival augusztus 25-én, és dezertálási céllal hagyta el az alakulatát az előző napon is. „Elmondtam a parancsnokomnak a történetemet. Azt mondtam, hogy meg fogok szökni, ha ismét ki kell oda mennem. Azt válaszolta, hogy nem tud tenni értem semmit, így ismét megszöktem, és újra meg fogom tenni, ha oda (harcba) kell mennem” – írta.
Slovikot bilincsben vitték vissza a századához. Ross C. Henbest alezredes, a zászlóalj parancsnoka azt tanácsolta neki, hogy tépje szét a vallomását. A katona ezt nem tette meg. Slovik úgy számolt, hogy a dezertálás miatt börtönbe kerül, és inkább az ismerős fegyintézeti környezetben tölti le az idejét, mint harcolva. A kivégzéstől nem tartott, mert a hadsereg senkit nem lövetett agyon vagy akasztatott fel dezertálás miatt.
1944. október 19-én vádat emeltek Slovik ellen két rendbeli dezertálás miatt. Henry J. Sommer alezredes, a 28. hadosztály jogásza október 29-én tájékoztatta a katonát, hogy hosszú börtönbüntetéssel, esetleg kivégzéssel számolhat. Azt mondta, hogy felfüggesztik a Slovik elleni vádakat, ha visszatér az egységéhez. Slovik ragaszkodott a hadbírósági tárgyaláshoz. Ezután Arthur L. Burks pszichiáter megvizsgálta, és mentálisan egészségesnek találta, így Slovikot hadbíróság elé állították.

## Tárgyalás

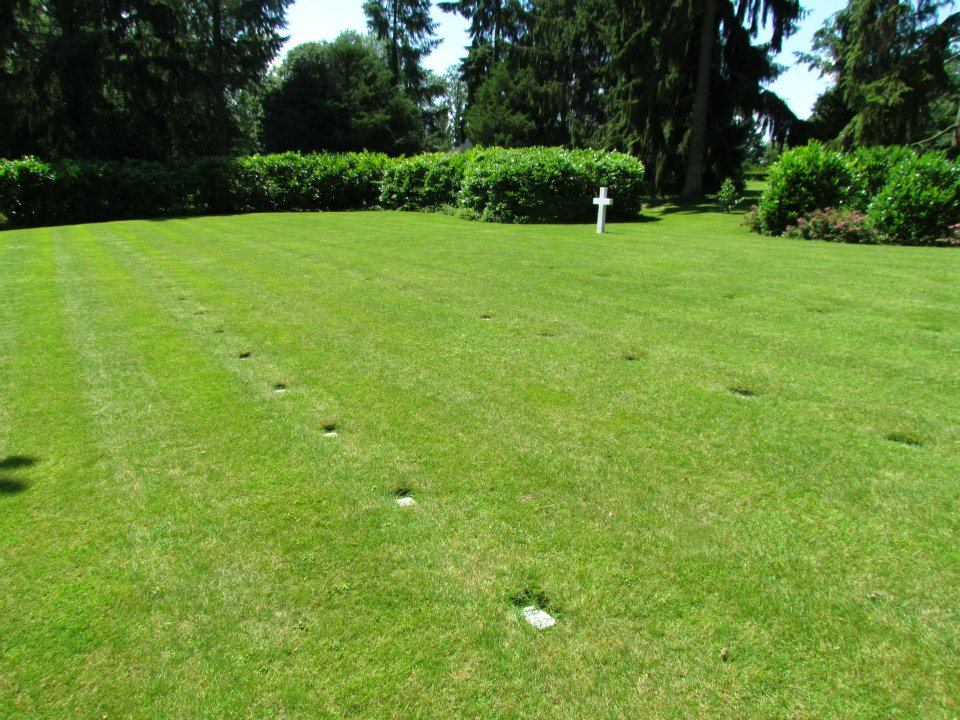
Az E parcella, ahol Slovikot eltemették

1944. november 11-én megtartották a tárgyalást a németországi Roetgenben. Slovikot Edward P. Woods százados képviselte. Habár Woods nem volt jogász, járatos volt a hadbírósági tárgyalások menetében, és több ügyfelének is sikerült már felmentést kieszközölnie. Mivel Slovik bűnösségét kellő mértékben alátámasztotta írásos vallomása, igazából csak az ítélet volt kérdéses. A bíróságot a hadosztály kilenc vezérkari tisztje alkotta, az elnök Guy M. Williams alezredes volt. A vádat John I. Green százados képviselte, aki öt szemtanút idézett a bírák elé. Egy résztvevő azt mondta, valamennyiüket a frontról hozták be, sárosan, szakadt egyenruhában, így emlékeztetve a bíróságot, hogy mások vállalják a nehéz szolgálatot, amely elől Slovik megszökött. A vádlott nem beszélt, helyette védője közölte, hogy a katona nem bűnös.
Valószínű, hogy Slovik azért nem mentegetőzött, mert biztos volt abban, hogy így börtönbe kerül, és nem kell harcolnia. Sloviknak ismét felajánlották, hogy térjen vissza harcoló alakulatához, de ezzel a lehetőséggel sem élt. A tárgyalás végén a tisztek egyhangúlag golyó általi halálra ítélték a közlegényt.
Az elítélt fellebbezett. Először Norman D. Cota vezérőrnagy, a 28. hadosztály parancsnoka erősítette meg az ítéletet 1944. november 27-én. Cota később ezt mondta: „nem tudom, hogyan lettem volna képes kimenni a frontra, és egy jó katona szemébe nézni, ha nem hagytam volna jóvá”. Ezután Dwight D. Eisenhower tábornok következett, akinek a vezérkar jogásza, Frederick J. Bertolet őrnagy az ítélet helybenhagyását javasolta, mintegy elrettentésként. Ezen a véleményen volt Edward C. Betts dandártábornok is. Slovik a börtönben felfogta, hogy komoly bajba keverte magát, és december 9-én feleségére és anyjára hivatkozva élete megkímélését kérte Eisenhowernek címzett levelében. A tábornok december 23-án jóváhagyta az ítéletet. Január 6-án még egy felülvizsgálat történt, de a három katonajogász nem változtatott az ítéleten, így Eisenhower utasítást adott a kivégzésre.

## Kivégzés
Slovik utolsó napjaiban a priuszát okolta várható kivégzéséért. 1945. január 31-én egy 12 katonából álló kivégzőosztag agyonlőtte Slovikot egy francia kertben. Az egyik puskában vaktöltény volt, a többi tizenegy lövedék talált. Szemtanúk szerint a katona egyenesen állva, érzelmei kimutatása nélkül várta a halált.
A második világháborúban 2864 amerikai katona ügyét tárgyalta dezertálás miatt hadbíróság, közülük, Slovikkal együtt 49-et halálra ítéltek. Eddie Slovik volt az egyetlen, akit agyonlőttek közülük, az első, akit a polgárháború óta dezertálás miatt kivégeztek. Legutóbb William Smitznek, a 90. pennsyvaniai gyalogosok közlegényének kellett kivégzőosztag elé állnia 1865-ben.
A katonát az Oise-Aisne amerikai katonai temető közelében létesített, elkülönített sírkertben, az E parcellában helyezték örök nyugalomra. Ebbe a temetőbe azok az amerikai katonák kerültek, akiket a haditörvényszék ítélete alapján kivégeztek. Slovikon kívül valamennyiüket gyilkosságért és/vagy nem erőszakért lőtték le vagy akasztották fel. Számos elutasított beadvány után Ronald Reagan amerikai elnök adott engedélyt a katona exhumálására, és az Amerikai Egyesült Államokba szállítására.* 

## Populáris média
1974-ben Lamont Johnson megrendezte a The Execution of Private Slovik (szabad fordításban: Slovik közlegény kivégzése) című televíziós filmet. A címszerepet Martin Sheen játszotta. A forgatókönyv William Bradfird Huie újságíró, egykori haditengerész azonos című, 1954-ben kiadott könyve alapján készült.